# 多摩川低地
多摩川低地（たまがわていち）は、関東平野南部の主に東京都と神奈川県に所在する多摩川沿岸に細長く伸びる沖積低地である。西は東京都の青梅市から東は東京湾に至るまで広がっている。北は武蔵野台地、南は多摩丘陵に接している。

## 地形、地質

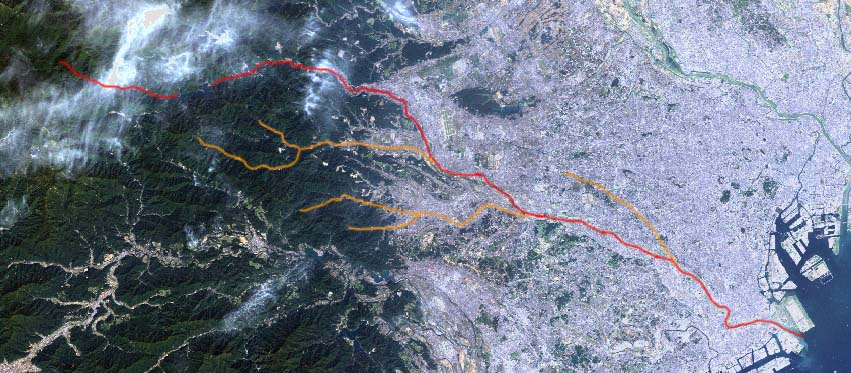
多摩川のランドサット衛星写真。赤が流路。左の空白部分は奥多摩湖。橙色は主な支流。左から秋川（上が北秋川、下が南秋川）、浅川（同じく北浅川、南浅川）、野川。

多摩川低地は、最終氷期以降の海水準上昇に伴う、河川の堆積作用によって形成された。この地域の地質は、主に砂やシルト、粘土からなる沖積層で構成されている。これらの堆積物は、多摩川やその支流が運んできたものである。
多摩川低地は地形面分布の特徴から、
- 上流部（溝口以西）扇状地性平野
- 中流部（溝口-鹿島田）自然堤防帯型平野
- 下流部（鹿島田以東）三角州性

に区分することができる。

### 上流部
上流部は、厚さ数メートル-10数メートルの砂礫層によって構成される。全国地下水（深井戸）資料によれば、稲城市矢野口付近での表層地質は砂礫層で19メートルの砂利層からなっている。地形は網状流路のあとの旧河道と、その間に挟まれた島状の微高地から構成されている。この微高地は、一般面の砂礫層の上部に0.5メートル-2メートルのシルト、細砂層が覆い一般面より砂礫層は厚く堆積している。旧河道は、川崎市登戸より上流でとりわけ明瞭で、この地域は微高地の分布もまた著しい。

### 中流部
旧河道と砂礫堆（自然堤防）の微高地からなる地形分布は、登戸付近から次第に不明瞭となり、溝口から下流部では、自然堤防と氾濫平野（後背低地）の組み合わせの自然堤防型となる。その範囲は溝口から下丸子-鹿島田-日吉を結ぶ付近までであり、その先は多摩川三角州帯となる。この地形面は、主として多摩川右岸に広がり、左岸側は二子玉川、玉堤、鵜の木、下丸子にみられるにすぎない。中流部から下流部にかけての多摩川は、大正時代の河川改修以前には著しく蛇行していた。その跡が今でも川崎市の下野毛、等々力、向河原、上平間付近に埋立地とて残っているが、都市化による盛土等のため、その区域は次第に不明瞭となっている。

### 下流部
鹿島田を中心として、半径約8キロメートルの円弧状の三角州地域である。一般に谷底平野及び氾濫平野から三角州平野への移り変わりは明瞭でなく、多摩川低地も例外ではない。下丸子-鹿島田-日吉を結ぶ線を境として、旧河道の形態や微高地の配置状況が異なる。現多摩川河道に直交又は斜行し、かつての汀線に沿って形成された浜堤、または沿岸州に起源すると考えられる微高地が分布している。標高は左右両岸ともに5メートル以下となっている。